# حبس أباد
حبس‌ أباد (بالفارسية: حبس‌آباد) هي قرية تقع في قسم دامن كوه الريفي (مقاطعة إسفراين) في إيران. يقدر عدد سكانها بـ 276 نسمة بحسب إحصاء 2016.